# Ziya Doğan (Fußballspieler)
Ziyaettin Doğan (* 1. Januar 1961 in Gümüşhane) ist ein ehemaliger türkischer Fußballspieler und heutiger Fußballtrainer.

## Aktive Karriere
Doğan spielte in der Jugend von Beşiktaş Istanbul. 1978 wurde er in die A-Mannschaft berufen. In der Saison 1981/82 erzielte der Mittelfeldspieler am letzten Spieltag zwei Tore und machte den Weg frei für den Titelgewinn. Doğan spielte in acht Jahren 194 Spiele und erzielte 38 Tore für die Schwarz-Weißen. Danach spielte er zwei Jahre für MKE Ankaragücü, Kocaelispor und eine Saison für Zeytinburnuspor. Am Ende der Saison 1992/93 beendete er seine Karriere als Spieler.
Für die türkische Fußballnationalmannschaft absolvierte Ziya Doğan 1 Spiel.

## Trainerkarriere
Doğan begann seine Karriere als Trainer 1993 bei İstanbulspor; dort war er sechs Jahre lang als Co-Trainer beschäftigt. 1999 wechselte er zu Adanaspor und wurde Chef-Trainer. Fünf Spieltage vor Saisonende stand die Mannschaft noch auf einem Abstiegsplatz; er rettete die Mannschaft und es wurde der 9. Platz. Er kehrte zu Istanbulspor zurück, jedoch ging er nach einem Jahr zu seinem früheren Klub Beşiktaş Istanbul und wurde dort Co-Trainer von Nevio Scala. Nach einem kurzen Engagement bei Konyaspor wechselte Doğan zu Malatyaspor. Der stand zu diesem Zeitpunkt auf einem Abstiegsplatz. Die Saison 2001/02 wurde mit einem 14. Platz gesichert. In der folgenden Saison schaffte er es mit der Mannschaft sich vor Fenerbahçe Istanbul als Fünfter für den UEFA-Pokal zu qualifizieren. 2004 übernahm er Trabzonspor. Dort gewann er mit dem türkischen Pokal seinen ersten Titel als Trainer. Es folgten Tätigkeiten bei Gençlerbirliği Ankara, Malatyaspor und Trabzonspor.
Von 2009 bis 2011 war Ziya Doğan Trainer bei Diyarbakırspor, Konyaspor und MKE Ankaragücü.
Am 28. November 2014 wurde Doğan Trainer beim Zweitligisten Orduspor. Bereits drei Monate später trat er im Februar 2015 von seinem Amt zurück. Er war damit der fünfte Trainer von Orduspor der in der Saison 2014/15 von seinem Amt zurücktrat.